# ستار الباير
ستار محمد حسين داود الباير الأنباري وهو سياسي عراقي، يشغل منصب نائب الأمين العام لحركة الوفاق الوطني العراقي التي يرأسها الدكتور إياد علاوي.
كما يشغل منصب رئيس المكتب التنفيذي للجمعية العراقية للتنمية وحقوق الإنسان وممثلا للدكتور إياد علاوي.
كان عضوا في حزب البعث العربي الاشتراكي ومحسوبا على الجناح السوري، لذلك اعتقل بعد ثورة 17 تموز 1968 مع مجموعة من الشباب المحسوبين على هذا الجناح ثم أطلق سراحهم عامي 1970 و 1971. كذلك كان ضمن اللجنة التحضيرية في تشكيل الاتحاد العام لشباب العراق في 17 أيلول 1972.
شغل منصب عضو في الجمعية الوطنية الانتقالية المؤقتة عامي 2004 و2005، وشغل منصب عضو في لجنة حقوق الإنسان في الجمعية.
ترشح أكثر من مرة إلى جانب الدكتور إياد علاوي في القائمة العراقية أو القائمة العراقية الوطنية.